# 国貞泰汎
国貞 泰汎（くにさだ やすひろ、1944年1月1日 - ）は、広島県呉市山手町出身の元プロ野球選手（内野手）・解説者。愛称は「ゴリ」。

## 経歴
呉二河球場に近い山手町出身。この辺りは呉海軍工廠で働く人達が家を建てたところで、野球が盛んであったこの地区で国貞も野球を始める。呉港高校では、あまりに国貞が練習で飛距離を出すため、国貞のためにフェンスを作った逸話がある。3年次の1961年には夏の甲子園県予選で準決勝に進出するが、福富邦夫のいた広陵高に敗退し、甲子園には出場できなかった。高校同期に中城透（南海）、向井修三（国鉄）、1年下に永本勲二（南海）がいる。
早くから目を付けた同校先輩の柚木進一軍投手コーチが交渉し、1962年に南海ホークスへ入団。ニックネームのゴリは、容貌もさることながら、打席に入る時に両肩を揺すって歩くことが由来で、名付け親は岡本伊三美二軍監督とされる。国貞と同じく呉市出身の鶴岡一人監督は「ゴリ、ゴリ」と目をかけ、少々夜遊びが過ぎた国貞には「飲み屋に通っても銭を使うばっかりや。グラウンドにはいっぱい銭が落ちとるで!」との名文句でハッパをかけた。鶴岡に怒鳴られ叱られながら成長していった。
1964年には6月からジョニー・ローガンに代わって二塁手のレギュラーに定着して3年ぶりのリーグ優勝に貢献。同年の阪神との日本シリーズでも、10月5日の第4戦（大阪）で村山実から2安打2打点、同9日の第6戦（甲子園）ではジーン・バッキーから先制2点二塁打を放ち、5年ぶりの日本一に大きく寄与した。
1965年には移籍入団のジャック・ブルームフィールドと併用される。
1966年には三塁手も兼ねて規定打席（打率.264、リーグ12位）に初到達し、巨人との日本シリーズでは10月12日の第1戦（後楽園）で高橋明から2点本塁打を放つ。
1968年は三塁手としてパ・リーグのベストナインを獲得。1966年は二塁手と三塁手でともに得票数1位となり、票数の多い二塁手で受賞。三塁手には、得票数2位のトニー・ロイが繰り上げで受賞。両年はオールスターゲームにも出場し、南海の1964年からの3年連続リーグ優勝に攻守にわたって貢献。向う気の強い選手で、二塁に滑り込んだ際ラフプレーで有名な巨漢のダリル・スペンサーの足を蹴り上げて激怒させた事があるほか、「ワシは南海ホークスは大好きやけど、南海野球株式会社は大嫌いや。ワシの銭が安過ぎる」と言い放った事もある。
1969年オフに監督が野村克也に代わると、富田勝の台頭もあって鶴岡派であった国貞は放出方針となる。国貞自身の「地元の広島カープに帰ってプレーをしたい」との願望もあり、野村が獲得を希望した古葉竹識に加え、城野勝博・寺岡孝との交換トレードで故郷・広島東洋カープへ移籍。ガッツ溢れるプレーでチームを牽引。
1971年にはリーグ9位の打率.274を残したほか、セ・リーグのベストナイン（二塁手）も獲得。
1972年には面白いように安打を放ち、最終的には打率3割を切ったが、自己最高の打率.293をマークしてリーグ5位に喰い込む。背を丸め尻を突出し、独特のしゃがみ込み打法でバットを短く持ち、ボールに食らいついてしぶとく右翼方向に流すバッティングは職人芸と言われた。性格的にもひょうきんで面白く楽しいネアカキャラで人気があり、国貞は「ワシがカープのおとなしいカラーを変えてやる」と若い連中の山本浩二、衣笠祥雄、水沼四郎らに刺激を与えた。選手会の納会でゴリラの歩く真似をして笑わせていた。試合の無い日などは、当時住んでいた安佐郡高陽町（現・広島市安佐北区高陽町）の自宅に、仲の良かった山本や水沼らチームメイトを招いた。裏山の麓に畑があり、大きな柿の木が一本あった。国貞曰く「あの木にワシの兄弟（猿）が来ては、ワシを呼ぶんじゃよ」と面白おかしく話した。現役時代は、ピラニア飼育という異色の趣味を持っていたことでも有名になった。
1973年には新入団のミッキー・マクガイアに二塁手の定位置を譲り三塁手に回るが、右肩痛で打撃不振に陥り出場機会が減少。
1974年は先発出場1試合のみに終わるが、7月26日の中日戦（広島市民）に西沢正次の代打で出番が回ってきた。9回裏に同点に追い付き、なおも一、三塁で星野仙一の3球目のカーブを右前に運び、サヨナラを演出した。肩は完治しており「さあこれから」と意気込んだが、出場機会は増えなかった。
オフに日本ハムから大下剛史が入団したこともあり、国貞は自由契約となる。まず、太平洋クラブライオンズから「管理野球に反旗を翻すサムライ野球をやりたい。それにはあんたが必要だ」と言われてオファーを受けた。その後、太平洋から長い間連絡がないうちに、今度は阪神タイガースの吉田義男監督から連絡を受け、話がまとまりかける。しかし、国貞は太平洋から勧誘を受けているとの情報が阪神側に入り、長田陸夫球団社長が「両天秤かける男に用はない」として、阪神移籍の話はつぶれてしまった。たまりかねた国貞は太平洋に移籍の話がどうなっているのか直談判すると、太平洋側からは国貞の年俸500万円が高すぎるとして、島原キャンプにテスト生として参加するよう要請を受ける。江藤慎一新選手兼任監督は「クビになってはじめて、みんな後悔する」と、一度は自分も実業家を目指してユニホームを脱いだ経験から、国貞の後悔ぶりを目につけた。江藤は「まとめて面倒を見るか」と、ヤクルトを自由契約になった東条文博にも声をかけ、国貞と東条は「チャンスを与えられた俺たちは、ほんのひと握りの幸せものさ」と二人で口を揃えた。東条は不合格に終わり、国貞はテストに合格するが、年俸は25%減の375万円とし、75試合、打率.250等の条件で出来高ボーナス200万円の契約となった。なお、この年のオフには、国貞のほか木原義隆・西沢正次・松林茂が広島から太平洋に移籍している。
1975年新天地でもレギュラー入りを果たして前期は54試合に出場。しかし、後期は出場機会が減り、8月24日の阪急戦（西宮）で代打に起用されながら犠飛も打てなかったことから力の限界を悟り、同年限りで現役を引退。同年に悲願の初優勝を果たした広島にいられなかった事が最大の心残りと言っており、西沢と共に「初優勝のときに広島にいたかった」という談話がスポーツ新聞に載った。
引退後は広島に帰り、夫人が経営する生花ショップを手伝っていたこともあったが、高陽町矢口で「やきとり国貞」を経営。1976年から結成された少年野球チーム「ガッツ高陽」に請われて監督に就任し、毎週土曜・日曜・祝日に少年達を指導。自ら手本を示すために毎日、5kmのランニングで体調を整えていた。監督を始める時、ボーイズリーグの会長をしていた恩師の鶴岡に「少年野球に関わると抜けられなくなる」と言われたが、その通りで国貞ものめり込んでしまった。ガッツ高陽からプロ入りした選手は出ていないが、高校で甲子園出場を果たした選手、大学や社会人で活躍する選手を多数輩出した。飲食店経営や少年野球の指導の傍らで広島ホームテレビ（1980年 - 1994年）・テレビ朝日（1989年 - 1994年）「ゴールデンナイター/パワーアップナイター/プロ野球中継」解説者も務め、広島市安佐北区落合南で居酒屋「石伏魚亭国貞」を経営した。

## 詳細情報

### 年度別打撃成績
| 年 度      | 球 団      | 試 合 | 打 席 | 打 数 | 得 点 | 安 打 | 二 塁 打 | 三 塁 打 | 本 塁 打 | 塁 打 | 打 点 | 盗 塁 | 盗 塁 死 | 犠 打 | 犠 飛 | 四 球 | 敬 遠 | 死 球 | 三 振 | 併 殺 打 | 打 率 | 出 塁 率 | 長 打 率 | O P S |
| ---------- | ---------- | ----- | ----- | ----- | ----- | ----- | -------- | -------- | -------- | ----- | ----- | ----- | -------- | ----- | ----- | ----- | ----- | ----- | ----- | -------- | ----- | -------- | -------- | ----- |
| 1964       | 南海       | 81    | 245   | 219   | 34    | 54    | 11       | 1        | 5        | 82    | 22    | 3     | 3        | 3     | 0     | 22    | 1     | 1     | 25    | 2        | .247  | .318     | .374     | .693  |
| 1965       | 南海       | 115   | 315   | 301   | 23    | 74    | 9        | 1        | 5        | 100   | 19    | 0     | 3        | 1     | 0     | 11    | 0     | 2     | 41    | 2        | .246  | .277     | .332     | .609  |
| 1966       | 南海       | 130   | 475   | 436   | 49    | 115   | 16       | 3        | 7        | 158   | 39    | 6     | 3        | 0     | 2     | 34    | 4     | 3     | 44    | 6        | .264  | .320     | .362     | .682  |
| 1967       | 南海       | 129   | 454   | 420   | 36    | 115   | 19       | 3        | 11       | 173   | 45    | 5     | 6        | 0     | 4     | 27    | 1     | 3     | 35    | 10       | .274  | .319     | .412     | .731  |
| 1968       | 南海       | 134   | 523   | 474   | 51    | 131   | 21       | 6        | 8        | 188   | 54    | 5     | 6        | 2     | 5     | 38    | 1     | 4     | 39    | 16       | .276  | .332     | .397     | .729  |
| 1969       | 南海       | 127   | 499   | 448   | 44    | 118   | 22       | 1        | 9        | 169   | 49    | 4     | 3        | 1     | 1     | 46    | 1     | 3     | 35    | 12       | .263  | .335     | .377     | .713  |
| 1970       | 広島       | 116   | 371   | 321   | 35    | 82    | 10       | 0        | 4        | 104   | 27    | 7     | 9        | 7     | 3     | 35    | 0     | 5     | 51    | 7        | .255  | .335     | .324     | .659  |
| 1971       | 広島       | 127   | 478   | 438   | 38    | 120   | 17       | 0        | 5        | 152   | 50    | 10    | 5        | 1     | 2     | 37    | 6     | 0     | 32    | 17       | .274  | .329     | .347     | .676  |
| 1972       | 広島       | 113   | 420   | 372   | 29    | 109   | 16       | 0        | 2        | 131   | 22    | 9     | 3        | 5     | 0     | 38    | 2     | 5     | 38    | 11       | .293  | .362     | .352     | .714  |
| 1973       | 広島       | 81    | 174   | 154   | 12    | 27    | 2        | 0        | 1        | 32    | 9     | 0     | 2        | 1     | 1     | 17    | 1     | 1     | 19    | 3        | .175  | .260     | .208     | .468  |
| 1974       | 広島       | 44    | 50    | 47    | 1     | 10    | 0        | 0        | 0        | 10    | 4     | 0     | 0        | 0     | 0     | 3     | 0     | 0     | 12    | 3        | .213  | .260     | .213     | .473  |
| 1975       | 太平洋     | 55    | 123   | 113   | 4     | 22    | 3        | 0        | 0        | 25    | 7     | 3     | 0        | 2     | 1     | 7     | 0     | 0     | 11    | 4        | .195  | .240     | .221     | .461  |
| 通算：12年 | 通算：12年 | 1252  | 4127  | 3743  | 356   | 977   | 146      | 15       | 57       | 1324  | 347   | 52    | 43       | 23    | 19    | 315   | 17    | 27    | 382   | 93       | .261  | .321     | .354     | .675  |

### 表彰
- ベストナイン：3回 （二塁手部門：1966年、1971年、三塁手部門：1968年）

### 記録
初記録
- 初出場・初安打：1964年、対西鉄ライオンズ戦（大阪スタヂアム）
- 初本塁打：1964年、対東映フライヤーズ戦（後楽園球場）、土橋正幸から

節目の記録
- 1000試合出場：1972年6月15日 ※史上157人目

その他の記録
- オールスターゲーム出場：3回 （1966年、1968年、1971年）

### 背番号
- 46 （1962年 - 1965年）
- 6 （1966年 - 1969年）
- 5 （1970年 - 1975年）